# Джой Адамсън
Джой Адамсън (на английски: Joy Adamson) е австрийско-британска природоизследователка, художничка и писателка.
Най-голяма слава постига книгата ѝ Born free (части от нея са преведени на български в книгата „Лъвицата Елза“), в която тя описва наблюденията си, проведени по време на връщането на отгледана от хора лъвица към естествената ѝ среда. Адамсън провежда същия опит с гепард и леопард.
Книгите ѝ са превеждани на множество езици и филмирани многократно.
Има 3 брака, като любовта открива в лицето на третия си съпруг Джордж Адамсън, надзирател по дивеча в Кения, където съграждат своя дом и прекарват живота си.

## Биография

### Произход и младежки години
Фредерике Виктория „Джой“ Геснер е родена на 20 януари 1910 г. в градчето Тропау, Австро-Унгария (дн. Опава, Чехия), в заможно семейство, но е отгледана от баба си.
Още от рано проявява заложби в областта на изкуството – занимава се със скулптура, живопис и музика. Записва се да учи медицина, но впоследствие прекъсва.

### Творчество
Авторка е на множество книги, някои от които издателство „Земиздат“ издава и в България. Части от историята на Елза, например, са публикувани в книгата „Лъвицата Елза“. Други книги – „Петнистия сфинкс“, „Зовът на Пипа“, „Кралицата на Шаба“, „Приятели от гората“.
Книгите ѝ са превеждани на множество езици и оглавяват класациите в годините на издаването си. Приходите от тях постъпват в специален фонд, учреден от Адамсън: „The Elsa wild animal appeal“, който по късно е преименуван в „Elsa conservation trust“, а ролята му е подета от „Born Free Foundation“.
По книгата „Born free“ са правени няколко филма, като в първия самите Джой и Джордж помагат на снимачния екип и установяват добро приятелство с актьорите изпълняващи техните роли. След снимките Джордж Адамсън успява да издейства част от лъвовете да бъдат върнати на свобода, точно като Елза чиято роля са играли. По това време Джой вече се е заела да продължи опита им, този път с женския гепард Пипа.
Освен като писател, Адамсън получава признание и като художничка; част от картините ѝ на местното население са изложени в музея в Найроби, Кения. Канена е да илюстрира книги.

### Джой и питомките ѝ
Джой успява да върне на свобода и трите вида големи котки, живеещи в Африка.
Първият и най-известен е случаят на лъвицата Елза.
Елза попада при семейство Адамсън, след като при инцидент майка ѝ е убита. Елза и двете ѝ сестри израстват с Джой и Джордж, но когато стават прекалено големи Адамсън се принуждават да изпратят сестрите ѝ в зоопарк. Това дълбоко разстройва и двамата и те решават да се опитат да върнат поне Елза към естествен начин на живот. Животно отгледано от хора не може да заживее напълно независимо, затова Джой и Джордж продължават да помагат от разстояние, да я закрилят и да я насърчават в пътя ѝ обратно към дивото, при няколко премествания в нови паркове, и до самата ѝ смърт. Усилията им обаче са възнаградени, когато и трите деца на Елза заживяват, като напълно самостоятелни, диви лъвове.
Целият процес на връщането на Елза, живота ѝ на свобода и грижата ѝ за потомството е отразен в три книги (части от тях в България са публикувани в книгата „Лъвицата Елза“), които веднага постигат голям успех. Хората са развълнувани и трогнати от историята на лъвицата и нейните осиновители. Смята се дори, че донякъде за това допринасят множеството фотографии, които Адамсън включват към книгите. Така читателите добиват усещането, че познават отблизо Елза и семейство Адамсън.
След смъртта на Елза успехът на книгата вече е толкова голям, че по нея решават да заснемат филм. Джой и Джордж са поканени да съветват снимачния екип и през този период познати молят Джой да вземе при себе си тяхната питомка – гепарда Пипа, тъй като те напускат Африка и няма как да я вземат със себе си. Джой се съгласява, но скоро осъзнава, че не бива такова красиво животно да се лишава от свобода и решава да повтори опита. Този път обаче нещата са малко по-сложни по няколко причини. За разлика от Елза, която е отрасла с хора, но в непосредствена близост с природата, Пипа изобщо не е имала досег с нея и е отглеждана като домашен любимец – подобно на кученце. Освен това този път Джой трябва да се справи сама, тъй като Джордж решава да се бори да издейства, колкото се може повече от лъвовете участвали в заснемането на филма също да бъдат върнати на свобода. Двамата правят лагери на известно разстояние, тъй като лъвовете и гепардите са естествени врагове и всеки се заема със своето начинание.
Въпреки трудностите които Джой среща и инцидента, който претърпява през този период, успява да върне Пипа към естествен начин на живот и след смъртта си тя е оставила две поколения диви гепарди. Нейният живот също е описан в три книги (в България „Петнистия сфинкс“ и „Зовът на Пипа“).
От тук насетне Джой започва да планира да завърши наблюденията си, връщайки на свобода и леопард. Минава обаче известно време преди да успее да намери Пени. Джой има намерение да проследи по същия начин и нейната история, но за жалост тъкмо когато Пени се сдобива с първото си поколение, смъртта застига Джой.

### Трагична смърт
На 3 януари 1980 г. в националния резерват „Шаба“ в Кения тялото на Джой Адамсън е открито от нейния асистент Питър Моусън. Той погрешно предполага, че тя е убита от лъв и това е първоначално изнесената от медиите информация. Полицейското разследване обаче установява, че раните на Адамсън са твърде остри и безкръвни, за да са причинени от животно, и заключава, че тя е била убита. Пол Накуеър Екай, освободен работник, бивш служител на Адамсън, е признат за виновен в убийство и осъден на лишаване от свобода за неопределен срок. Той избягва смъртното наказание, защото съдията постановява, че може да е бил непълнолетен, когато е извършено престъплението.
Джой Адамсън е кремирана и прахът ѝ е погребан в гроба на лъвицата Елза в Националния парк „Меру“ в Меру, Кения.
Джордж Адамсън е убит девет години по-късно, през 1989 г., близо до лагера си в националния парк „Кора“, докато се притичва на помощ на турист, нападнат от бракониери. Смята се, че е спасил живота на туриста.
During her lifetime, she created more than 500 paintings and line drawings. Her work included portraits of the indigenous populations commissioned by the government of Kenya, as well as botanical illustrations for at least seven books on East African flora. She also did animal paintings, among them studies of Elsa and Pippa.
В допълнение към книгите на Джой Адамсън за големите котки, книга с нейните произведения на изкуството е публикувана като автобиография, озаглавена The Searching Spirit. Втората автобиография на Джордж Адамсън, My Pride and Joy, е публикувана през 1986 г.

## Постижения
Благодарение на живота си и с трите вида големи котки, Джой Адамсън разкрива множество факти от живота на тези слабо изследвани дотогава хищници, включително техния нрав и навици. Въпреки това творбите ѝ се приемат повече като художествени произведения, отколкото като научни трудове, тъй като самите зоолози не одобряват нестандартния ѝ метод, смятайки, че прекалената ѝ близост и пряк контакт с животното, което е обект на изследването, ѝ пречат да е напълно обективна.
Книгите на Адамсън обаче допринасят за популяризиране на природата на Африка и в частност на големите котки.

## Произведения
- Born Free: A lioness of two worlds (1960)
- Elsa: The Story of a Lioness (1961)
Лъвицата Елза, изд.: „Земиздат“, София (1968), прев. Весела Илиева Лъвицата Елза, изд.: „Вакон“, София (2017), прев. Весела Илиева, ISBN 978-619-7300-18-5

- Living Free: The story of Elsa and her cubs (1961)
- Forever Free: Elsa's Pride (1962)
- The Spotted Sphinx (1969)
Петнистият сфинкс, изд.: „Земиздат“, София (1980), прев. Весела Илиева
- Pippa: The Cheetah and her Cubs (1970
- Joy Adamson's Africa (1972)
- Pippa's Challenge (1972)
Зовът на Пипа, изд.: „Земиздат“, София (1981), прев. Весела Илиева
- Peoples of Kenya (1975)
- The Searching Spirit: Joy Adamson's Autobiography (1978)
- Queen of Shaba: The Story of an African Leopard (1980)
Кралицата на Шаба: Историята на един афр. женски леопард, изд.: „Земиздат“, София (1984), прев. Весела Илиева
- Friends from the Forest (1980)